# Женское движение Сьерра-Леоне
Женское движение Сьерра-Леоне (англ. Sierra Leone Women's Movement, SLWM) — женская общественная организация в Африке.
Инициаторы учреждения движения — организации женщин-лидеров рынков Сьерра-Леоне.

## История
Движение основано Констанс Каммингс-Джон в Сьерра-Леоне в 1951 году. Поводом для учреждения движения послужила демонстрация десяти тысяч женщин во Фритауне в 1951 году, протестовавших против высокой стоимости жизни и против предложенного повышения рыночных сборов. Женщины во главе с Мейбл Дав Данкуа и Ханной Бенка-Кокер обвинили ливанских оптовиков в росте цен на продукты питания. Они потребовали предоставить женщинам монополию на закупку пальмового масла и риса непосредственно на государственной сельскохозяйственной станции.

## Деятельность
Женское движение проводило кампанию по ряду важных для женщин вопросов, включая торговые права и образование, а также лоббировало создание фермерского банка. Он издавал собственную газету, учредил кооператив женщин-торговцев и проводил вечерние занятия.

## Национальный состав
Хотя несколько видных женщин в движении были креолками, в организацию также входили женщины племени темне, такие как Хаджа Сукаинату Бангура (англ. Haja Sukainatu Bangura), которая занимала должность заместителя председателя движения.

## Политическое влияние
В 1955 году Милтону Маргаю удалось заручиться активной поддержкой со стороны движения для Народной партии Сьерра-Леоне. В 1960 году движение стало одним из основателей Федерации женских организаций Сьерра-Леоне (англ. Federation of Sierra Leone Women's Organizations).